# Kenan Yıldız
Kenan Yıldız, född 4 maj 2005 i Regensburg, Tyskland, är en turkisk fotbollsspelare som spelar för Juventus och Turkiets landslag.

## Klubbkarriär
I juli 2022 skrev Yıldız på sitt första professionella kontrakt med Juventus. Han debuterade i Serie A den 20 augusti 2023 i en 3–0-vinst över Udinese.

## Landslagskarriär
Yıldız debuterade för Turkiets landslag den 12 oktober 2023 i en 1–0-vinst över Kroatien, där han blev inbytt i den 86:e minuten mot Kerem Aktürkoğlu.